# Centre universitaire polytechnique d'Haïti
 (avril 2012).
Si vous disposez d'ouvrages ou d'articles de référence ou si vous connaissez des sites web de qualité traitant du thème abordé ici, merci de compléter l'article en donnant les références utiles à sa vérifiabilité et en les liant à la section « Notes et références ».
Le centre universitaire polytechnique d'Haïti est la quatrième université d’Haïti par le nombre d'étudiants[réf. nécessaire]. Elle est classée parmi les meilleures universités dans le monde francophone[réf. nécessaire]. Elle a été fondée en 2006 par le révérend Mindor Wilfrid[réf. souhaitée].

## Institutions
L'université est composée de :
- Faculté des sciences du génie
- Faculté des sciences de l’éducation
- Faculté des sciences agronomiques
- Faculté de droit
- Faculté des sciences informatiques
- Faculté des sciences infirmières
- Faculté des sciences diplomatiques et relation internationale
- Faculté des sciences comptables.
- Faculté des sciences de la gestion.
- Faculté de théologie évangélique.